# Поворотный столик

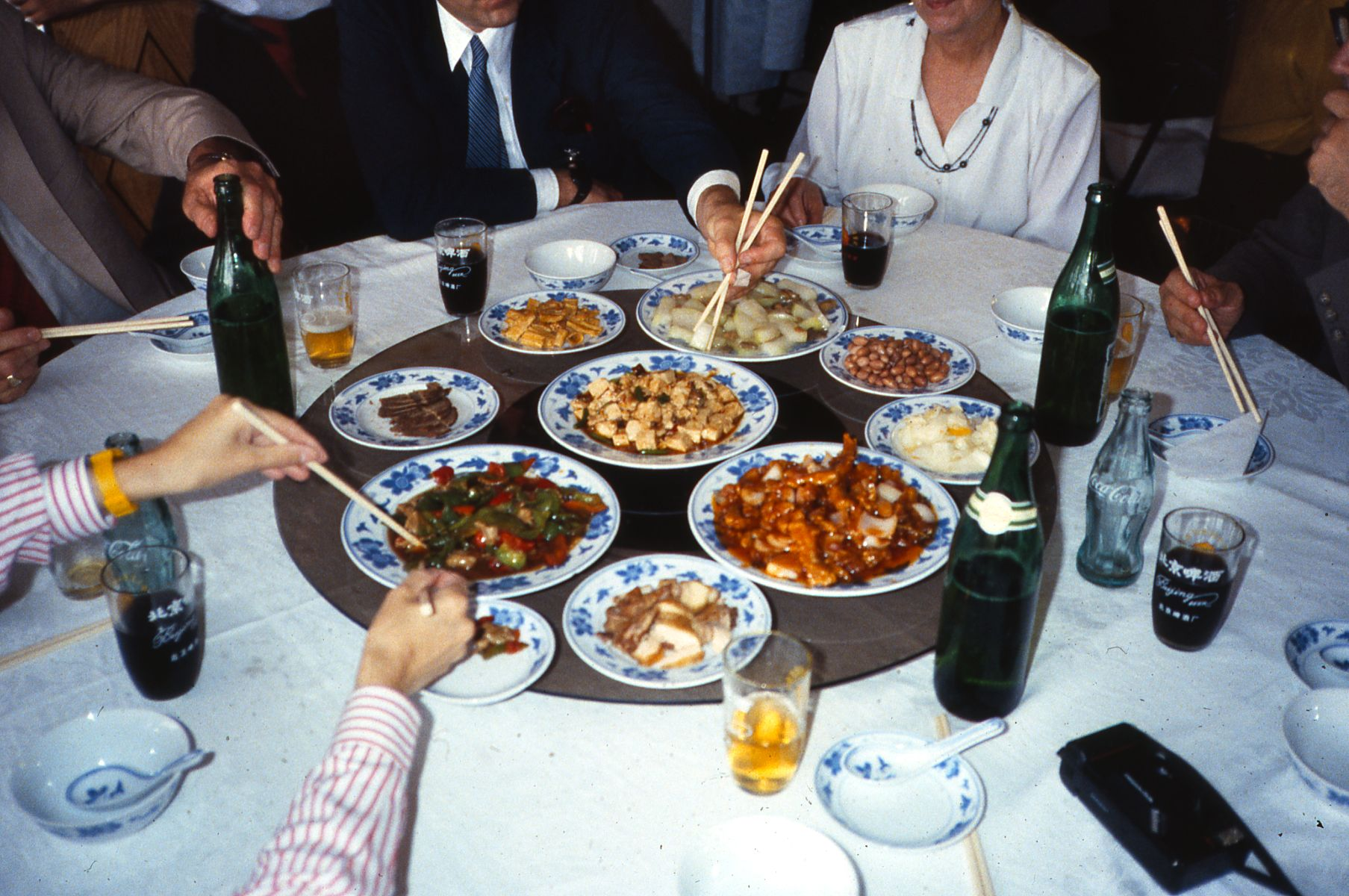
Поворотный столик в китайском ресторане

Поворотный столик (поворотный поднос, «ленивая Сьюзан» (от англ. Lazy Susan)) — вращающийся столик или поднос, установленный на столе или столешнице для самостоятельной раздачи еды. Такие столики могут быть изготовлены из различных материалов, но чаще всего это стекло, дерево или пластик. Из-за особенностей китайской кухни, особенно димсама, распространены в китайских ресторанах как в континентальном Китае, так и за рубежом. По-китайски они известны как 餐桌转盘 ( t.餐桌轉盤) (p cānzhuō zhuànpán) или «вертушки для обеденного стола».

## История

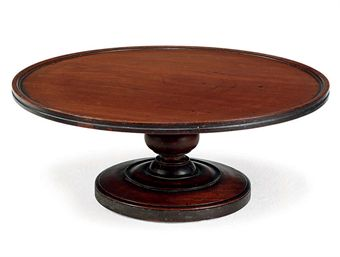
Поворотный столик из махагони, проданный за $3,900 на аукционе Кристи 20 января 2010

Происхождение поворотных столов теряется в веках. Британская статья начала XVIII века в The Gentleman's Magazine сообщает, что бесшумные машины заменили болтливых слуг за некоторыми столами, а к 1750-м годам Кристофер Смарт восхвалял «иностранные», но «незаменимые» устройства в стихах. Тогда же подобные устройства стали называть «немой официант» (англ. dumb waiter).